# Luzy-sur-Marne
Luzy-sur-Marne é uma comuna francesa na região administrativa de Grande Leste, no departamento de Haute-Marne. Estende-se por uma área de 16,11 km². Em 2010 a comuna tinha 273 habitantes (densidade: 16,9 hab./km²).